# Face to face (Trevor Rabin)
Face to face is het tweede studioalbum dat werd uitgebracht door de multi-instrumentalist Trevor Rabin. Het album werd opgenomen met geluidstechnicus Hennie Hartmann in de RPM Studio in Johannesburg en Geoff Emerick in de AIR Studios in Londen. Allmusic vond dit album (bij terugblik na zijn Yesperiode) nog weinig volwassen. OOR's Pop-encyclopedie (versie 1982) neigde daartoe ook, maar vonden (toen al) sporen van progressieve rock. Opnieuw maakte men gewag van virtuoos gitaar- en toetsenspel, maar dan toch voornamelijk voor fans van Rabin en degenen die de muziek in en rondom Yes verzamelen.
Het album werd rond 1997 op compact disc heruitgegeven via budgetlabel One Way Records.

## Musici
- Trevor Rabin – alle muziekinstrumenten behalve
- Kevin Kruger, Dave Mattacks – drumstel
- Rene Arnell - achtergrondzang

## Muziek
Alle muziek en teksten van Trevor Rabin behalve The wanderer en The ripper geschreven door Peter Smith (Rabin’s manager). 

| Nr. | Titel                                | Duur |
| --- | ------------------------------------ | ---- |
| 1.  | I’ll take the weight                 | 3:57 |
| 2.  | Don’t you ever lose                  | 4:02 |
| 3.  | I’m old enough (to make you a woman) | 4:14 |
| 4.  | The wanderer                         | 3:47 |
| 5.  | You                                  | 2:39 |
| 6.  | Now                                  | 4:51 |
| 7.  | The ripper                           | 3:49 |
| 8.  | Candy’s bar                          | 4:05 |
| 9.  | Always the last one                  | 5:07 |